# اليوم الدولي لمنع استخدام البيئة في الحروب والصراعات العسكرية
أعلنت الجمعية العامة للأمم المتحدة، بموجب قراراها 456/4 المؤرخ 5 تشرين الثاني/نوفمبر 2001، يوم 6 تشرين الثاني/نوفمبر من كل عام بوصفه اليوم الدولي لمنع استخدام البيئة في الحروب والصراعات العسكرية.
ورغم أن البشر يحصون دائماُ خسائر الحروب بعدد القتلى والجرحى بين الجنود والمدنيين وبما تم تدميره من مدن وسبل الحياة، فتبقى البيئة، في كثير من الأحيان ضحية غير معلنة للحروب.
فقد تم تلويث آبار المياه، وأحرقت المحاصيل وقُطّعت الغابات وسُممت التربة وتم قتل الحيوانات لتحقيق المكاسب العسكرية. وعلاوة على ذلك، وجد برنامج الأمم المتحدة للبيئة أن ما لا يقل عن 40% من الصراعات الداخلية خلال السنوات الستين الماضية كانت مرتبطة بإستغلال الموارد الطبيعية، سواء كانت موارد ذات قيمة عالية، مثل الأخشاب والماس والذهب والنفط، أو موارد نادرة مثل الأراضي الخصبة والمياه. كما تم التوصل أيضاً إلى أن فرص تأجج النزاعات تتضاعف إذا كانت مرتبطة بالموارد الطبيعية.
تعلق الأمم المتحدة أهمية كبيرة على ضمان أن يكون العمل على البيئة هو جزء من استرايتيجات منع الصراع وحفظ السلام وبناء السلام لأنه لا يمكن أن يكون هناك سلام دائم إذا دمرت الموارد الطبيعية التي تدعم سبل العيش والنظم الإيكولوجية.